# Sista (rivière)
La Sista est une rivière de l'oblast de Léningrad, en Russie. Elle se jette dans la baie de Koporie, qui fait partie du golfe de Finlande, près de Sista-Pałkino. Elle mesure 64 km de long et son bassin versant couvre une superficie de 672 km2. Ses affluents sont : la Waba, la Lamoszka et le Suma.